# Mariánský sloup (Bělá pod Bezdězem)
Sloup se sochou Panny Marie v Bělé pod Bezdězem je barokní mariánský sloup stojící v parku na Masarykově náměstí v Bělé pod Bezdězem v okrese Mladá Boleslav. Sloup dal postavit roku 1681 hrabě Arnošt Josef z Valdštejna jako poděkování za ušetření města před morovou ránou.

## Popis

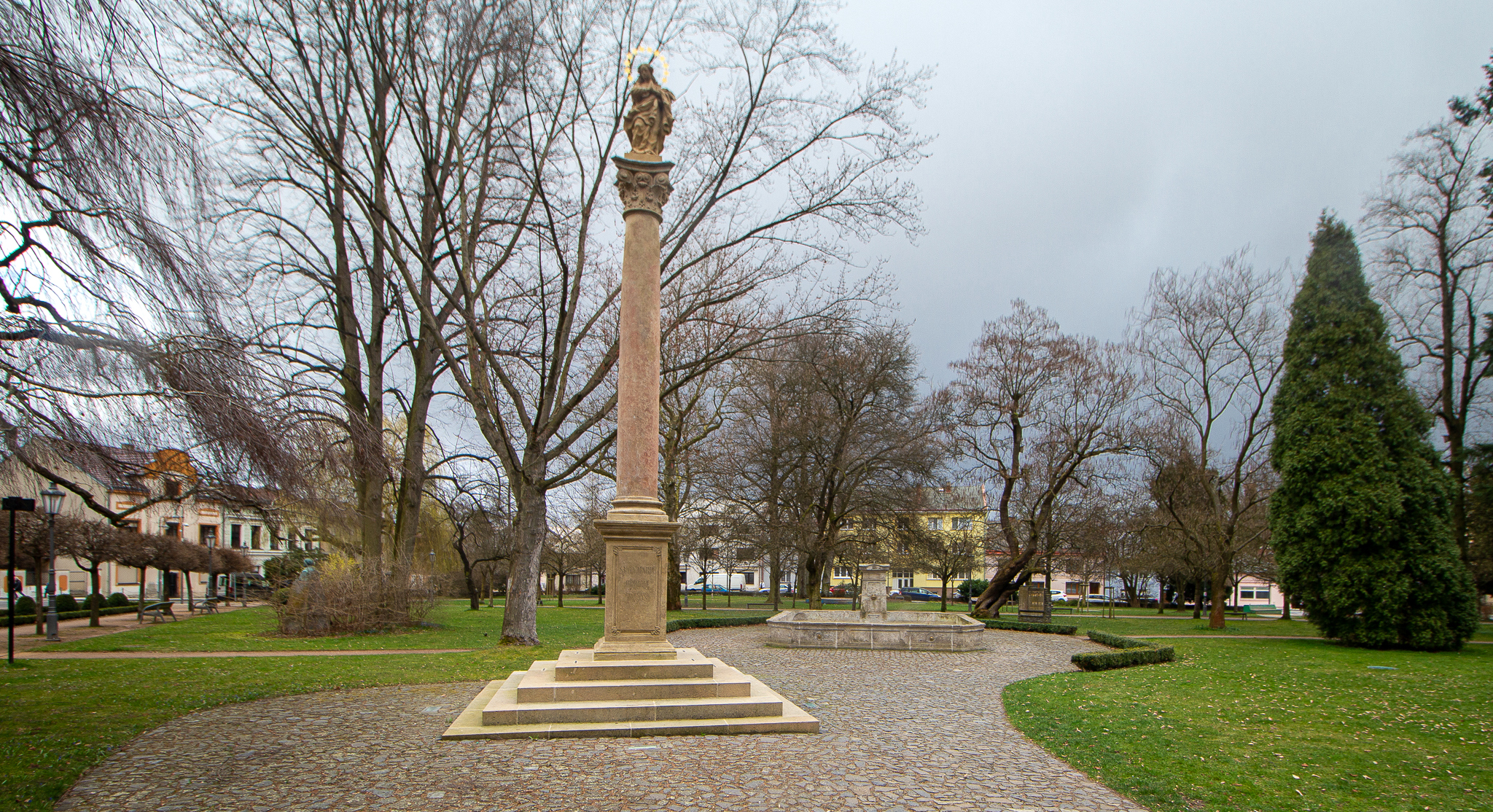
Bělský sloup Panny Marie v roce 2023

Na základně tvořené třemi (od úprav parku v roce 2012 čtyřmi) kamennými stupni stojí čtyřboký hranolový podstavec a vlastní sloup s profilovanou patkou, hladkým dříkem a profilovanou pseudokorintskou hlavicí. Na stěnách podstavce jsou čtyři nápisová zrcadla. Socha Panny Marie stojí v kontrapostu na vlastním čtyřbokém podstavci. Její hlavu rámuje zlacená svatozář s hvězdami. Ruce má sepjaté. Nápisy na podstavci se v průběhu doby měnily; po poslední rekonstrukci jsou následující:
V průčelí (nápis pocházející z opravy v roce 1931):
SVATÁ MARIA

ORODUJ

ZA NÁS

Vzadu (snad původní nápis):
Na památku

zachránění

města od moru

věnoval J. E.

ARNOŠT hrabě

z WALDŠTEINA

Po stranách:
Postaveno 1681

Opraveno 1931

### Vzhled po rekonstrukci 1739
Během této opravy byla nákladem administrátora bělské farnosti Adama Schöppela (administrátorem 1738-1740) polychromována socha Panny Marie a kolem sloupu vystavěna balustráda, která se nedochovala.
Další menší opravy sochy a sloupu proběhly v roce 1843 a 1864, kdy byla socha pozlacena.

### Vzhled po rekonstrukci 1908
Oprava proběhla nákladem děkana Václava Španihela. V roce 1930 uvádí Šimák, že socha, hlavice i patka sloupu jsou zlaceny. Byly obnoveny a malovány nápisy na zrcadlech.
Nápis v průčelí zněl:
SVATÁ PANI

NAŠE

DOBROTIVÁ

I VĚRNÁ

SEŠLI ZÁŘI

OKA SVÉHO

DO ÚDOLI

SLZAVÉHO

Po stranách:
Postaveno 1681

Opraveno 1908

Zadní nápis byl totožný s dochovaným.

### Vzhled po rekonstrukci 1931
Roku 1931 byl sloup opraven nákladem místního arciděkana Frant. Seraf. Srcha (farnost vedl 1911-1932). Práce provedl místní sochař Antonín Pokorný. Změnily se dva nápisy na podstavci. Text v průčelí byl změněn na podobu, která se zachovala do současnosti, a místo jednoho z bočních nápisů byl přidán nápis s rokem proběhlé rekonstrukce.

### Vzhled po rekonstrukci 2008
Poslední rozsáhlá oprava sloupu proběhla v roce 2008. Během ní byla snesena původní barokní socha a umístěna do vestibulu bělské radnice. Na vrchol sloupu byla umístěna kopie z dílny Tomáše Vondrušky. V roce 2012 byla v rámci úprav parku obnovena dlažba v okolí sloupu. Bylo změněno kamenné schodiště kolem sloupu.

## Galerie

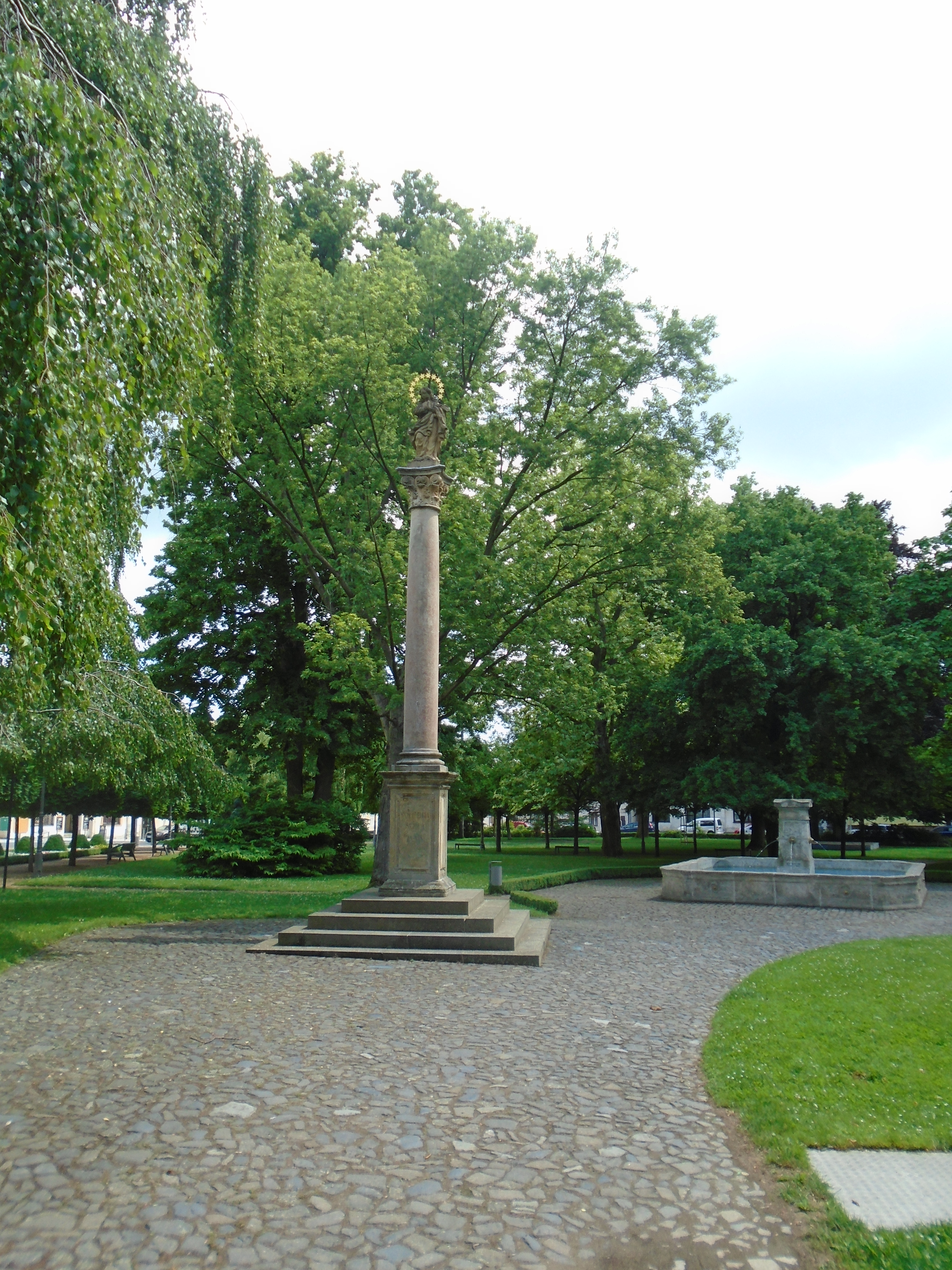
Umístění sochy
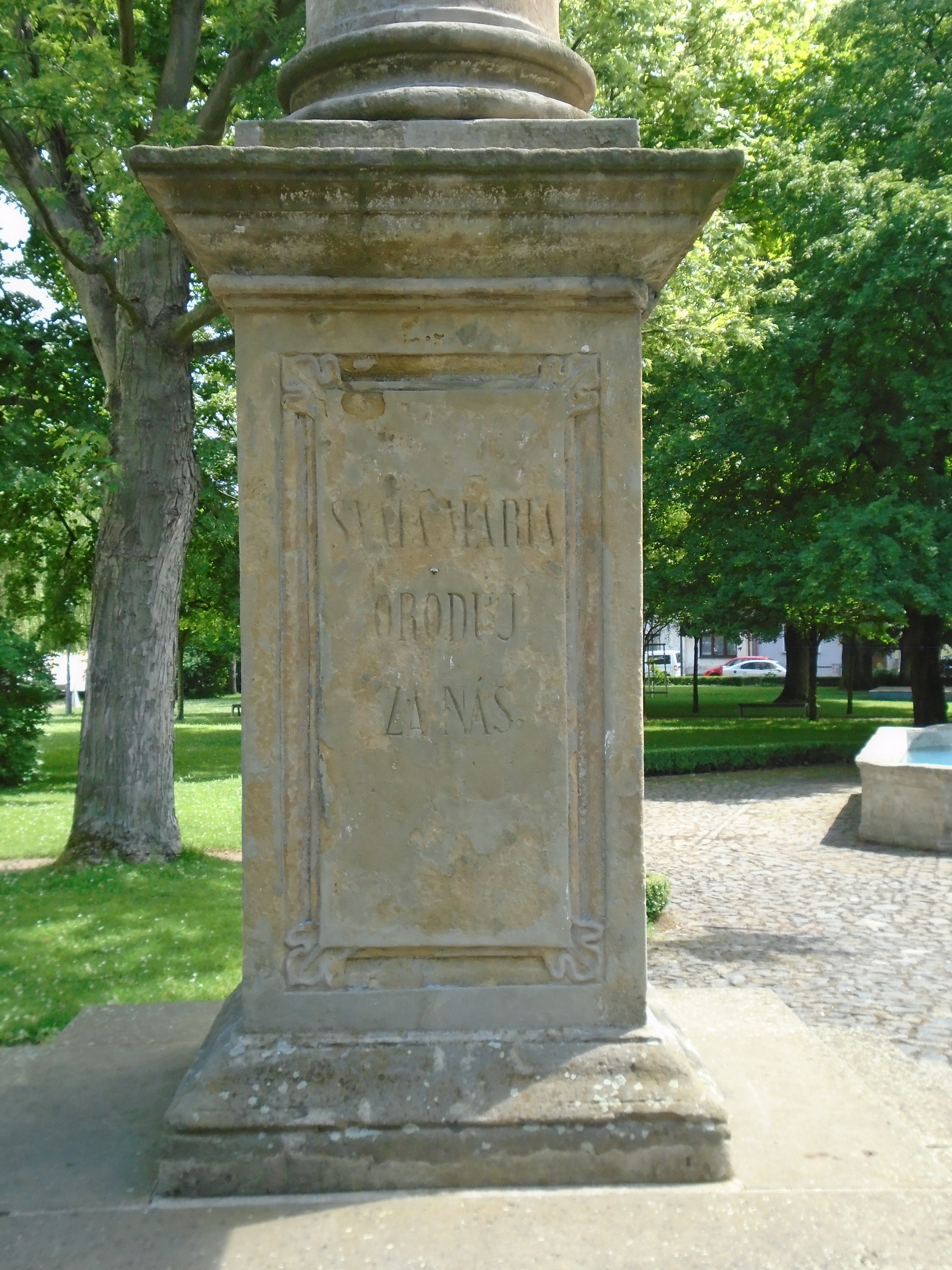
Nápis v průčelí
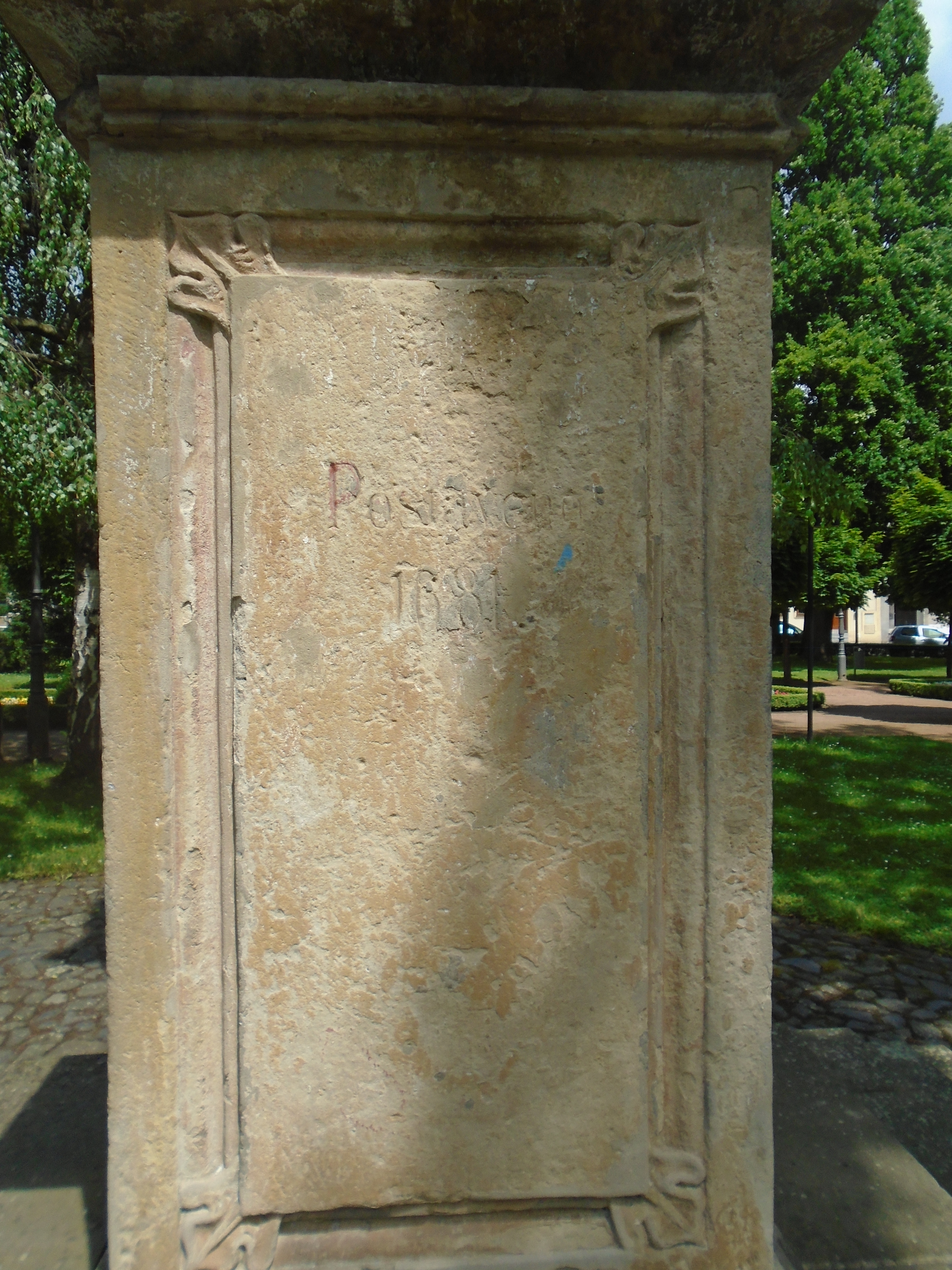
Boční nápis
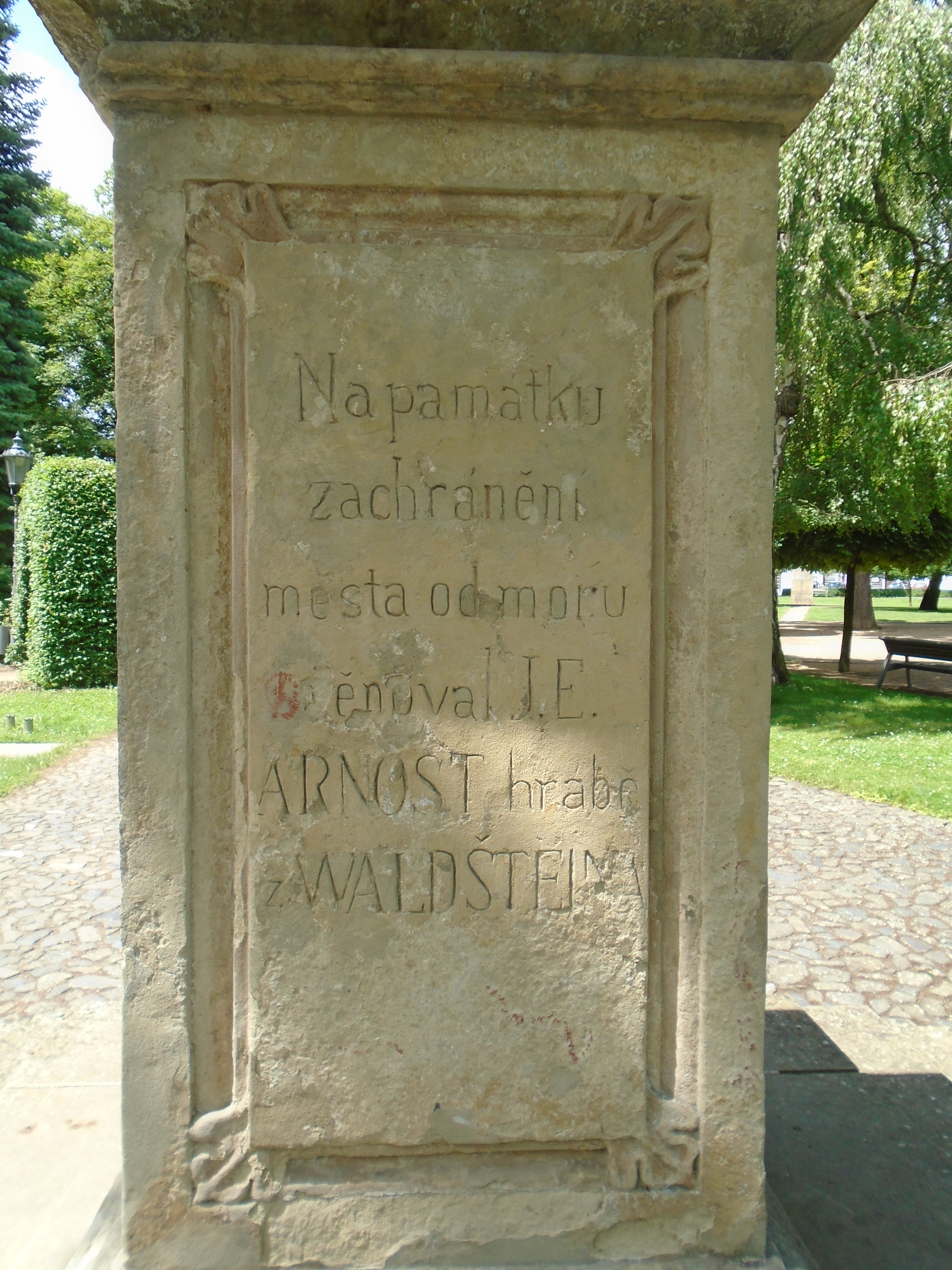
Nápis vzadu
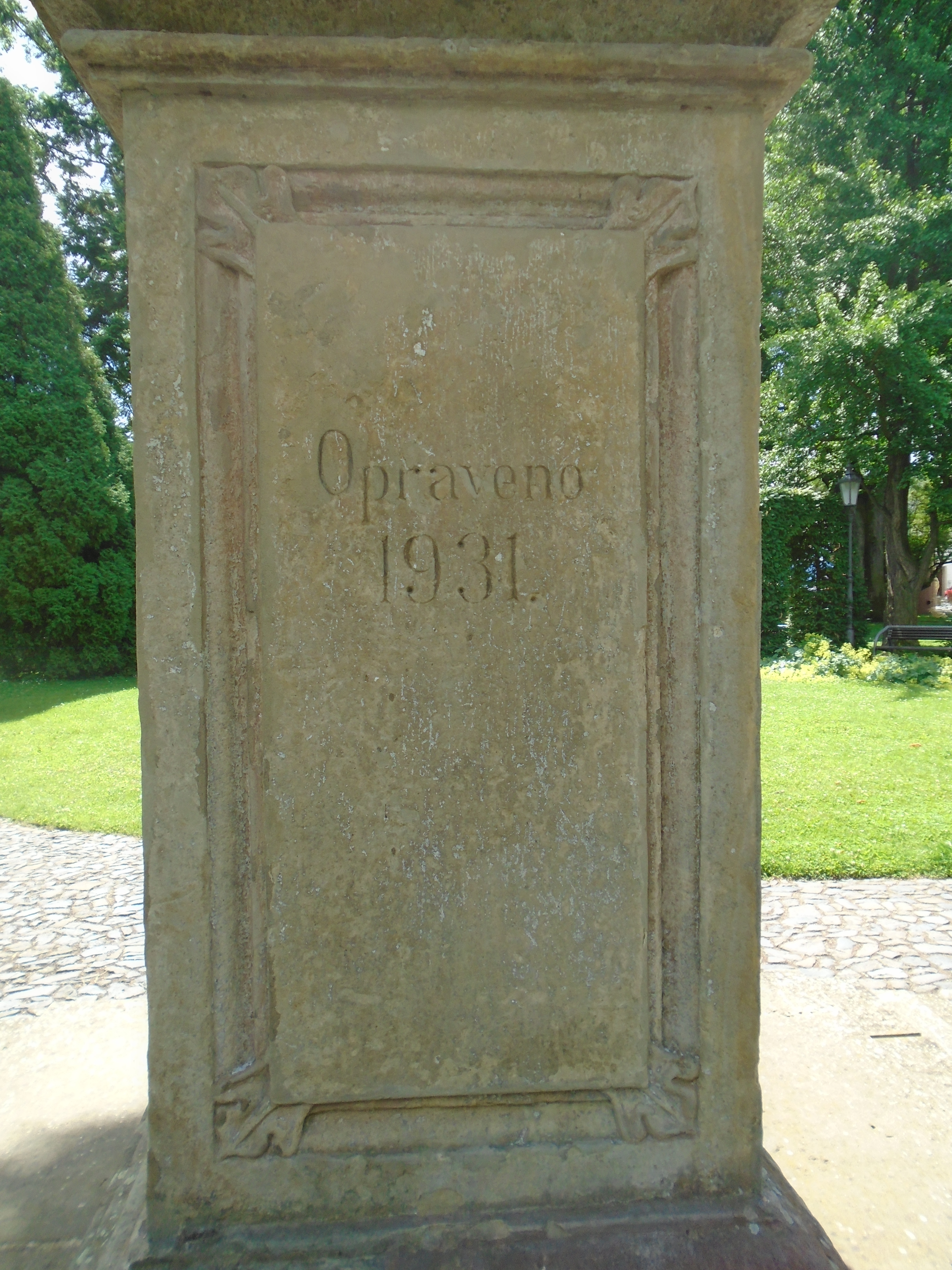
Boční nápis
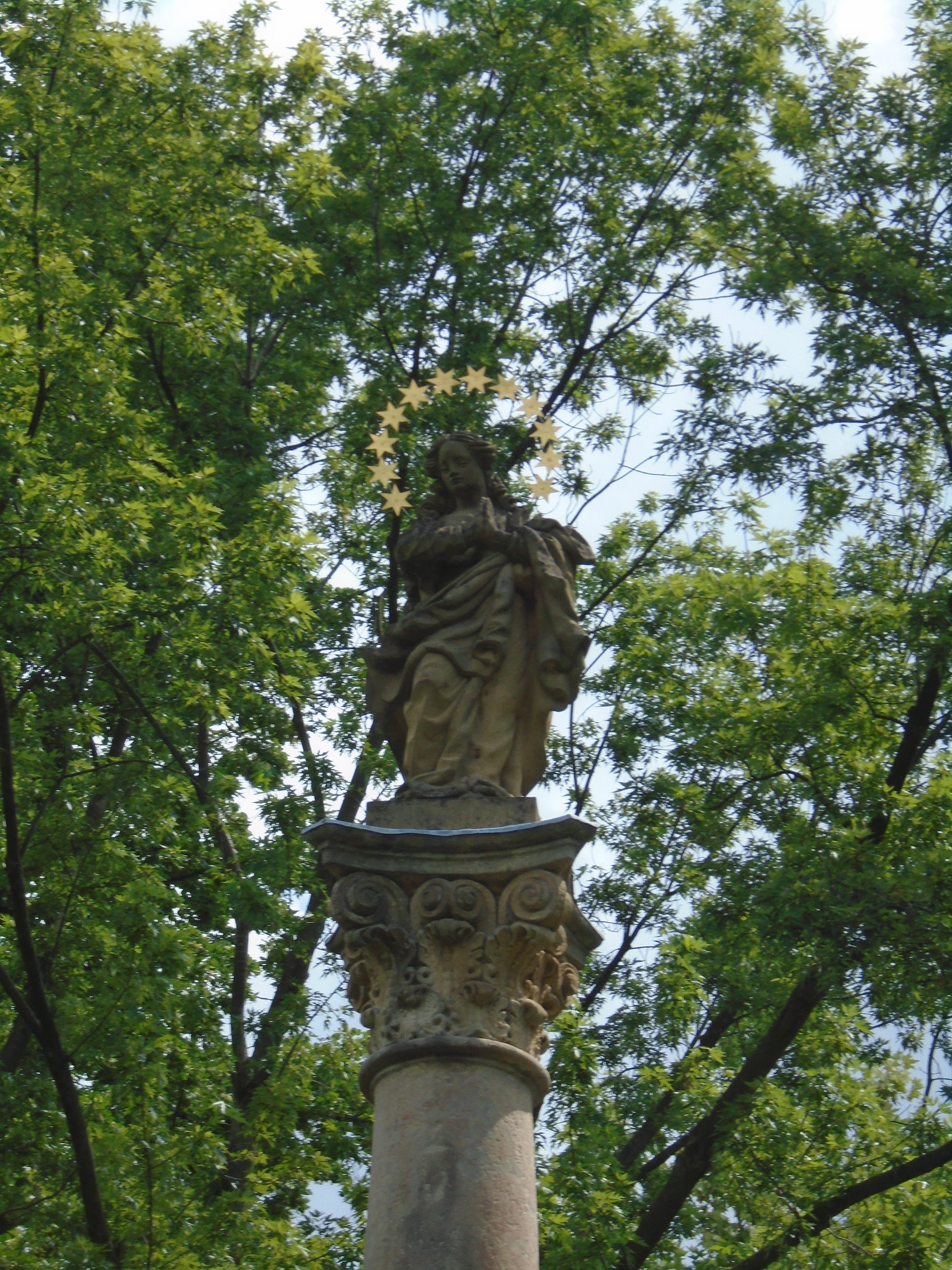
Detail sochy
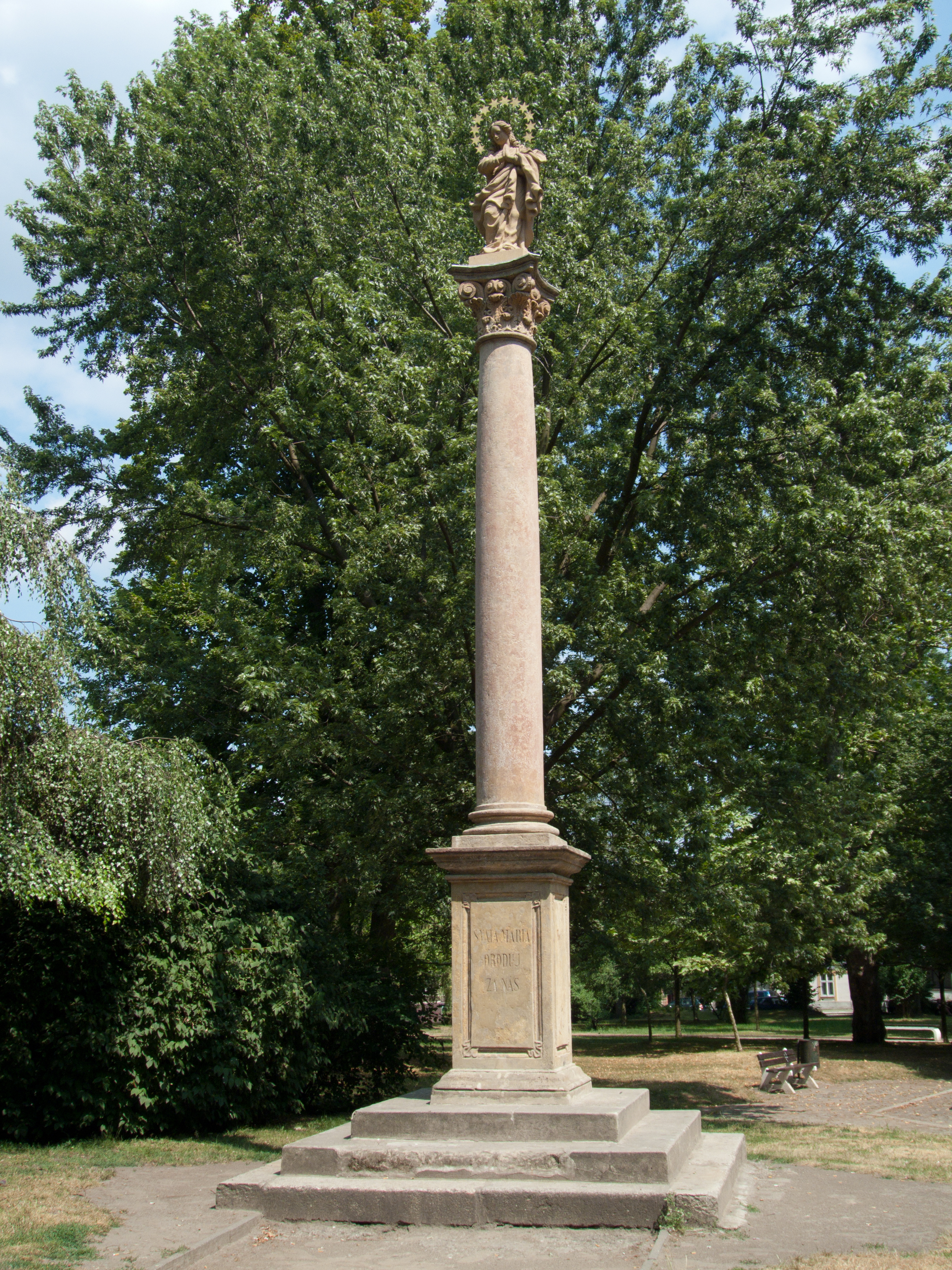
Sloup v roce 2010 s původním schodištěm